# Вайян, Роже
Роже́ Франсуа́ Вайя́н (фр. Roger François Vailland; 16 октября 1907 года, Аси-ан-Мюльтьен, Франция — 12 мая 1965 года, Мейонна, Франция) — французский писатель и общественный деятель.

## Биография
Родился в семье архитектора. Издавал (вместе с поэтом Рене Домалем) сюрреалистический журнал «Grand jeu» (фр., Большая игра, 1928—1931). Исповедовал модернизм, в котором позже разочаровался; открыв в реализме возможности для психологического анализа.
Вместе с женой участвовал во французском Сопротивлении во время нацистской оккупации. Его роман «Drôle de jeu» (рус. Странная игра) считается одним из лучших романов об антифашистском Сопротивлении. В 1952 году вступил во Французскую коммунистическую партию. В 1953 году посетил СССР. Вышел из коммунистической партии после советского подавления Венгерского восстания в 1956 году. Оставался независимым левым до конца своей жизни.
Поздние произведения, созданные под воздействием духовного кризиса, свели творчество писателя к натурализму.

## Семья
Жена — Елизабетта Вайян (в девичестве Нальди; 1916, Болонья — 1983, Бурк-ан-Брес), литератор, дочь журналиста-антифашиста Филиппо Нальди и переводчицы русской литературы на итальянский язык Раисы Олькеницкой.

## Сочинения
- роман «Странная игра» (1945)
- пьеса «Элоиза и Абеляр» (1947)
- эссе «Сюрреализм против революции» (1948)
- роман «Удары в спину» (1948)
- роман «Твердая поступь, верный глаз» (1950)
- роман «Одинокий молодой человек» (1951)
- пьеса «Полковник Фостер признает себя виновным» (1951, русский перевод 1952)
- сборник очерков «Что я видел в Египте» (1952, русский перевод 1953)
- эссе «Опыт драмы» (1953)
- роман «Бомаск» (1954, в русском переводе «Пьеретта Амабль», 1956)
- роман «325 000 франков» (1955)
- роман «Закон» (1957)
- пьеса «Господин Жан» (1959)
- роман «Праздник» (1960)
- сборник эссе «Холодный взгляд» (1963)
- роман «Форель» (1964)

## Издания
- Ecrits intimes. — P., 1968.
- 325 000 франков (рус. пер.), «Звезда», 1956, № 7.
- Роже Вайян. Бомаск. 325000 франков. Закон. — М., (Мастера современной прозы)

## Избранная фильмография
- 1959 — Опасные связи, сценарий
- 1960 — Умереть от наслаждения, сценарий
- 1963 — День и час, адаптация, диалоги (режиссёр Рене Клеман)
- 1963 — Порок и добродетель, сценарий, адаптация романа «Жюстина» маркиза де Сада (режиссёр Роже Вадим)

## Награды
- 1957 — Гонкуровская премия («Закон»)